# Derbi del Sur de Gales

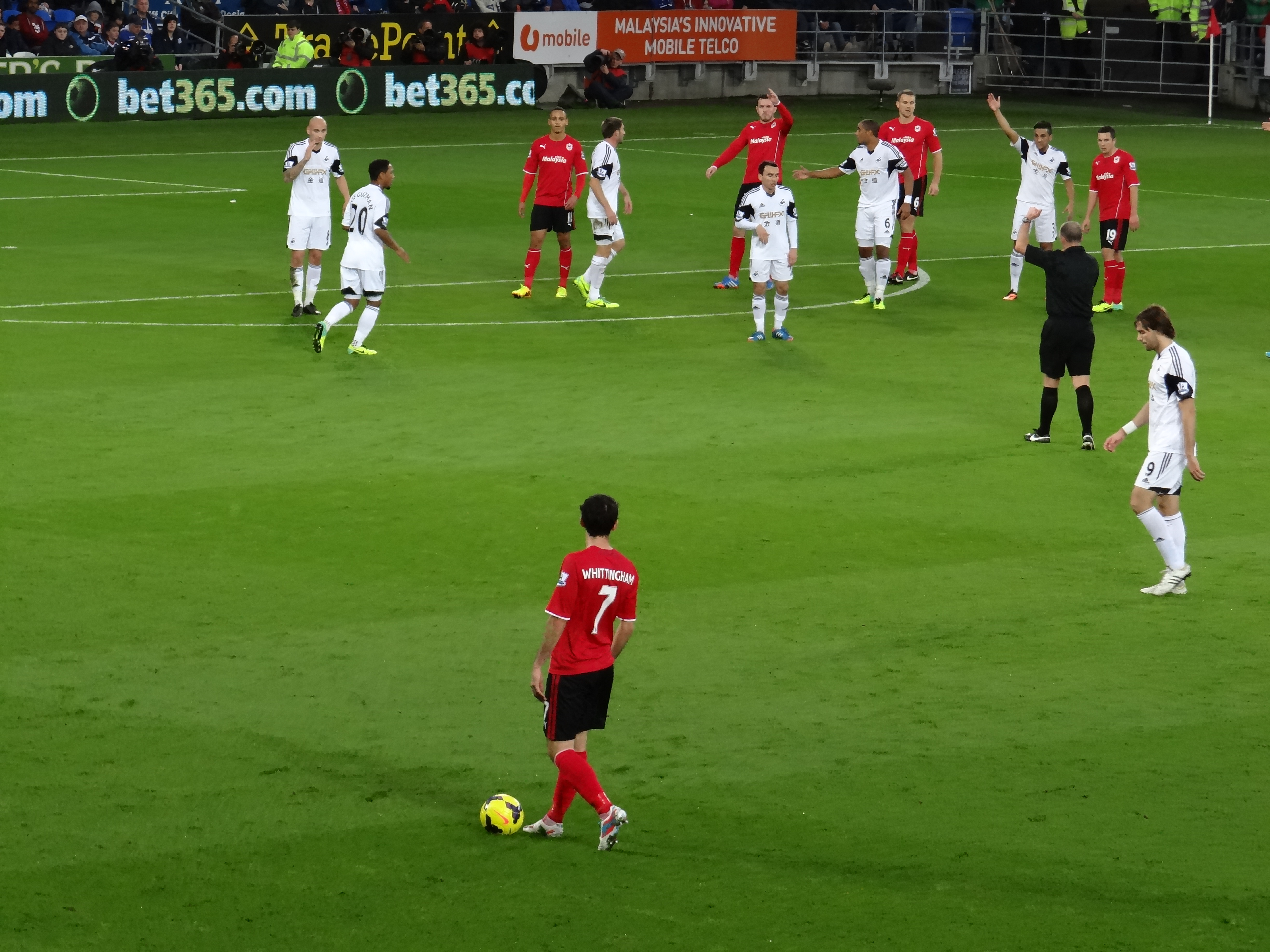
Imagen durante un partido entre el Swansea City Football y el Cardiff City Football Club.

El Derbi del Sur de Gales es el partido que protagonizan los equipos de Swansea City Football y el Cardiff City Football Club, este partido reúne a los dos equipos más laureados de Gales y los más populares de Gales, es considerado como uno de los derbis más importantes, apasionantes y peligrosos del futbol británico.

## Historia
El primer partido entre ambos clubes se protagonizó el 7 de septiembre de 1912, casi un mes después del nacimiento del Swansea City, el encuentro término en empate a 1 en el  Swansea Town. Unos de los partidos más históricos especialmente para el cuadro de los blue birds fue el 8 a 0 propiciado en 1940 con una horrible actuación del Swansea, con el paso del tiempo el derbi se ha visto envuelto en bastantes peleas por parte de los hooligans de las dos escuadras. Últimamente no se han visto las caras estos dos equipos por la ausencia del Cardiff City en la Premier League y el descenso a del Swansea a la EFL Championship 

## Encuentros Violentos
Este Partido de futbol ha reunido bastantes encuentros violentos, uno de ellos fue protagonizado el 21 de septiembre de 1988 por un partido de la copa de la liga  el Cardiff vence al Swansea 2 por 0 fuera de casa y lo hooligans del Cardiff conocidos como los Soul Crew, empezaron a cometer actos violentos y delictivos en la ciudad de Swansea, la policía intentaba calmar las cosas pero eran bastantes personas entonces los hinchas del Swansea se encontraron con los de Cardiff y estos corrieron hacia la playa y se lanzaron al mar, los hooligans del Swansea se reían desde la orilla viendo a los Soul Crew mojados con frío y casi con hipotermia.
Un hecho más violento ocurrió en diciembre de 1993 cuando los hinchas del Swansea se encontraban en el Ninian Park (antiguo estadio del Cardiff City) Estos se descontrolaron  después de la anotación de su equipo y empezaron a arrancar las sillas del recinto y lanzarlas para la platea inferior aplastando a personas e hiriéndolas, la Federación de Futbol Gales sancionó al equipo de los cisnes impidiendo que los hinchas del cuadro swan viajaran a ver a su equipo en encuentros contra los blue birds. Últimamente la violencia ha disminuido. Uno de los últimos actos violentos tuvo lugar en 2009 con destrozos en liberty stadium (estadio del Swansea) ocasionando destrozos en dicho estadio y la detención de 15 personas de los Soul Crew

## Estadísticas
| Estadísticas          | Resultados |
| --------------------- | ---------- |
| Partidos Jugados      | 109        |
| Victorias del Cardiff | 44         |
| Victorias del Swansea | 36         |
| Empates               | 29         |

El Cardiff City ha ganado 44 partidos y el Swansea  ha ganado 36 y se han visto 29 empates los dos equipos se vieron las caras 109 veces.
El Último cara a cara en liga de estos dos equipos fue en la edición 2019 – 2020  en la primera vuelta el Swansea gana 1 a 0 y en la segunda vuelta el Swansea y el Cardiff empataron 0 a 0